# نجم‌الدین مروجی طبسی
نجم‌الدین مروجی طبسی (زادهٔ ۱۳۳۴ در نجف) عضو جامعه مدرسین حوزه علمیه قم و مدیریت مؤسسه ولاء صدیقه کبری علیها السلام است.

## زندگی
نجم‌الدین مروجی طبسی فرزند محمد رضا طبسی نجفی از مراجع بزرگ شیعه است. او در سال ۱۳۹۱هـ ق  به حوزه علمیه نجف وارد شد.

### استادانبرجسته ایشان از ابتدا تاکنون

#### مقدمات و سطوح عالی
حضرات آیات محمد رضا طبسی نجفی، مدرس افغانی، علی پناه اشتهاردی، جوادی آملی، فاضل هرندی، سید علی محقق داماد، نوری همدانی، جعفر سبحانی، حرم پناهی، یحیی انصاری.

#### خارج فقه واصول
حضرات آیات وحید خراسانی، میرزا جواد تبریزی، فاضل لنکرانی، کوکبی، سید محمد رضا گلپایگانی.

## تخصص و تدریس
- متخصص در مسائل فقه و اصول، تفسیر و کلام و حدیث تطبیقی.
- تدریس در دروس مقدمات و سطوح عالی حوزه و در حال حاضر خارج فقه و اصول و خارج کلام و خارج مهدویت و خارج فقه مهدویت
- تدریس در مراکز تخصصی مهدویت، علوم حدیث، مؤسسه آموزشی پژوهشی مذاهب اسلامی، مرکز تخصصی تربیت محقق مذاهب اسلامی، مدرسه تخصصی امامت، مؤسسه در راه حق و…
- تدریس در دانشگاه‌های کشور
- تدریس در حوزه‌های علمیه خارج از کشور
- سفرهای متعدد تبلیغی داخل کشور و خارج از کشور (کشورهای عربی و اروپایی)
- سخنرانی و گفتگو در شبکه‌های رادیویی و تلویزیونی به زبان فارسی و عربی
- عضو هیئت علمی و شورای علمی مراکز تخصصی مهدویت، علوم حدیث، مؤسسه آموزشی پژوهشی مذاهب اسلامی و مرکز تخصصی تربیت محقق مذاهب اسلامی، پزوهشکده باقرالعلوم.
- استاد راهنما، مشاور و داور در جلسات دفاعیه رساله‌های سطح سه و چهار حوزه.
- نگارش مقالات متعدد در مجلات تخصصی

## کتاب‌ها
گزیده‌ای از ده‌ها جلد کتاب منتشر شده از ایشان:
۱- موارد السجن فی النصوص و الفتاوی، عربی، فقه و حقوق، اثر برگزیده کشور در سال ۱۳۷۳
۲- النفی و التغریب فی مصادر التشریع الاسلامی، عربی، فقه و حقوق
۳- الامام الحسین فی مکه المکرمه، عربی، تاریخ، اثر برگزیده کتاب سال حوزه در سال ۱۳۸۳ و کتاب سال ولایت ۱۳۸۰
1. صوم عاشورا بین السنه و البدعه، عربی، فقه تطبیقی
2. دراسات فقهیه فی مسائل خلافیه، عربی، فقه تطبیقی، اثر برگزیده کتاب سال حوزه
3. روافد الایمان الی عقائد الاسلام، عربی، کلام تطبیقی، بیش از بیست مرتبه چاپ به زبانهای عربی، انگلیسی و اردو
4. الوهابیه دعاوی و ردود، عربی، کلام تطبیقی
5. السلف و السلفیون، عربی، کلام تطبیقی
6. دفع الشبهات، عربی، کلام
7. درسنامه نقد وهابیت، فارسی، کلام و فرق
8. لما ذا البکاء علی الحسین، عربی، کلام
9. درس گفتارهایی در نقد وهابیت، فارسی، کلام تطبیقی
10. سلفیان در گذر تاریخ، فارسی، کلام تطبیقی
11. فرقه ای برای تفرقه، فارسی، تاریخ وهابیت
12. حقوق زندان و زندانیان در اسلام، فارسی، فقه و حقوق
13. درسنامه رجال مقارن، فارسی، حدیث و رجال تطبیقی
14. ازدواج موقت در گفتار و رفتار صحابه و تابعین، فارسی، فقه تطبیقی
15. چرایی گریه و سوگواری، فارسی، تاریخ تطبیقی
16. نماز تراویح؛ سنت یا بدعت، فارسی، فقه تطبیقی
17. نماز با دست بسته یا باز، فارسی، فقه تطبیقی
18. روزه روز عاشورا؛ سنت نبوی یا بدعت اموی، فارسی، فقه تطبیقی
19. تشریع اذان از دیدگاه فریقین، فارسی، فقه تطبیقی
20. رجعت از نگاه فریقین، فارسی، کلام تطبیقی
21. بررسی حدیث عشره مبشره، فارسی حدیث تطبیقی
22. الامام الحسین فی مکه المکرمه، عربی، تاریخ
23. امام حسین علیه‌السلام در مکه مکرمه، فارسی، تاریخ

۲۷- رجعت از نگاه شیعه، انتشارات کتاب جمکران، 1400
۲۸- اصحاب امام زمان در عصر ظهور، انتشارات کتاب جمکران، ۱۴۰۱و کتابهای ارزشمند مهدوی معظم عبارتند از:
1. معجم احادیث الامام مهدی (عج)، عربی، حدیث، با همکاری جمعی از نویسندگان
2. چشم‌اندازی به حکومت حضرت مهدی، فارسی، مهدویت، بیش از بیست و پنج مرتبه چاپ
3. نشانه‌هایی از دولت موعود، فارسی، مهدویت، تا ظهور، فارسی، مهدویت